# پرستاری سرطان
پرستاری سرطان (به انگلیسی: Cancer nursing) یکی از رشته‌های تخصصی پرستاری است که در آن پرستاران، سرپرستی شیمی‌درمانی و مدیریت نشانه‌های مربوط به سرطان را بر عهده دارند.